# Higham (Babergh)
Higham ist ein Dorf und eine Verwaltungseinheit im District Babergh in der Grafschaft Suffolk, England. Higham ist 16,2 km von Ipswich entfernt. Im Jahr 2011 hatte es eine Bevölkerung von 203 Einwohnern. Higham wurde 1086 im Domesday Book als Hecham/Hei(h)ham erwähnt.